# Dolopo (Iliade)
Dolopo (in greco antico: Δόλοψ?, Dólops) è un personaggio della mitologia greca. Fu un guerriero troiano.

## Genealogia
Figlio di Lampo.
Non ci sono notizie di spose o progenie.

## Mitologia
Dolopo era fortissimo in battaglia e si distinse contro gli Achei.

### Origini
Dolopo eccelleva in ambito militare e tra i Troiani era impareggiabile nell'uso della lancia. Omero rivela che questa sua abilità proveniva dal padre Lampo ed il cugino Ettore nutriva un particolare affetto per lui, come rivela il suo desiderio di vendicarne la morte.

### Nella guerra di Troia
La sua fine è raccontata da Omero nel libro XV dell'Iliade dove Dolopo, osservando il capitano Megete spogliare delle armi il troiano Cresmo, s'infiammò d'ira e balzò sull'avversario, conficcandogli l'asta di bronzo nel suo scudo trapassandolo da parte a parte ma la sua lama non riuscì a scalfire la solida corazza di Megete, che questi aveva ricevuto dal padre "anche allora dal corpo del figlio tenne lontana la morte" (dono che il padre aveva a sua volta ricevuto dal re d'Epiro Eufete).
Salvo per miracolo, Megete, piantò la sua asta nell'elmo di Dolopo tranciandogli la chioma equina, ma Dolopo si salvò a sua volta, perché il colpo del nemico non si rivelò fatale. 

Menelao però, alla vista del nemico infuriare sul compagno, si scagliò contro Dolopo piantandogli la sua lancia nella schiena dino a che la punta fuoriuscì dal petto e Dolopo si accasciò a terra inerte.